# Nicole Eiholzer
Nicole Eiholzer (Steinhausen, 3 de julho de 1995) é uma jogadora de vôlei de praia suíça.

## Carreira
Em 2011, esteve com Nina Betschart na conquista da medalha de prata no Campeonato Europeu Sub-19 em Vilnius.Em 2014 disputou mais uma edição do Campeonato Mundial Sub-21, desta vez com sede em Lárnaca e esteve ao lado de Nina Betschart terminando na quarta posição.Juntas conquistaram a medalha de ouro na edição dos Jogos Europeus de 2015 em Baku

## Títulos e resultados
- Campeonato  Mundial de Vôlei de Praia Sub-21:2014